# Giải vô địch bóng đá Nam Mỹ 1919
Giải vô địch bóng đá Nam Mỹ 1919 là giải vô địch bóng đá Nam Mỹ lần thứ 3, diễn ra ở Rio de Janeiro, Brasil từ 11 đến 29 tháng 5 năm 1919. Giải đấu có 4 đội tuyển tham gia, đấu vòng tròn tính điểm để chọn ra nhà vô địch. Brasil giành chức vô địch đầu tiên sau khi vượt qua đương kim vô địch Uruguay ở lượt trận đấu cuối.

## Địa điểm
| Rio de Janeiro           |
| ------------------------ |
| Sân vận động Laranjeiras |
| Sức chứa: 20.000         |
|                          |